# Citapen (Ciawi)
Citapen is een bestuurslaag in het regentschap Bogor van de provincie West-Java, Indonesië. Citapen telt 8835 inwoners (volkstelling 2010).